# Možděnice
Možděnice je vesnice a název katastrálního území o rozloze 564,66 ha s rozsahem poloh přibližně 542–620 m n. m. v krajinné oblasti Železných hor, v rámci administrativně správním část obce Vysočina v okrese Chrudim náležejícím do Pardubického kraje na území České republiky.
Původně osada a až do roku 1960 samostatná obec byla od 1. ledna 1961 sloučena s okolními, též samostatnými obcemi Svobodné Hamry a rozlohou největším Rváčovem. Společně vytvořily jednu obec o rozloze 1790,133 ha s novým názvem Vysočina (odvozeno od charakteru krajiny lidově zvané vysočina) a se sídlem obecního úřadu v Dřevíkově. Katastrální území Možděnice je součástí správního obvodu obce s rozšířenou působností Hlinsko.
Vesnice leží většinou plochy v chráněné krajinné oblasti Železné hory. V sídelní lokalitě je více historických objektů lidového stavitelství, v současnosti dvě kulturní památky, bývalá kovárna s obytnou částí (čp. 3) a bývalá jednotřídní škola (čp. 37). Do expozice lidové architektury a technického stavitelství v sídelní lokalitě Veselý Kopec (část obce Vysočina) byly přemístěny dvě roubené stavby (původně sýpka a tzv. výměnek). Původní expozice Souboru lidových staveb Vysočina, od 11. prosince 2018 pod názvem Muzeum v přírodě Vysočina, je součástí Národního muzea v přírodě.

## Historie

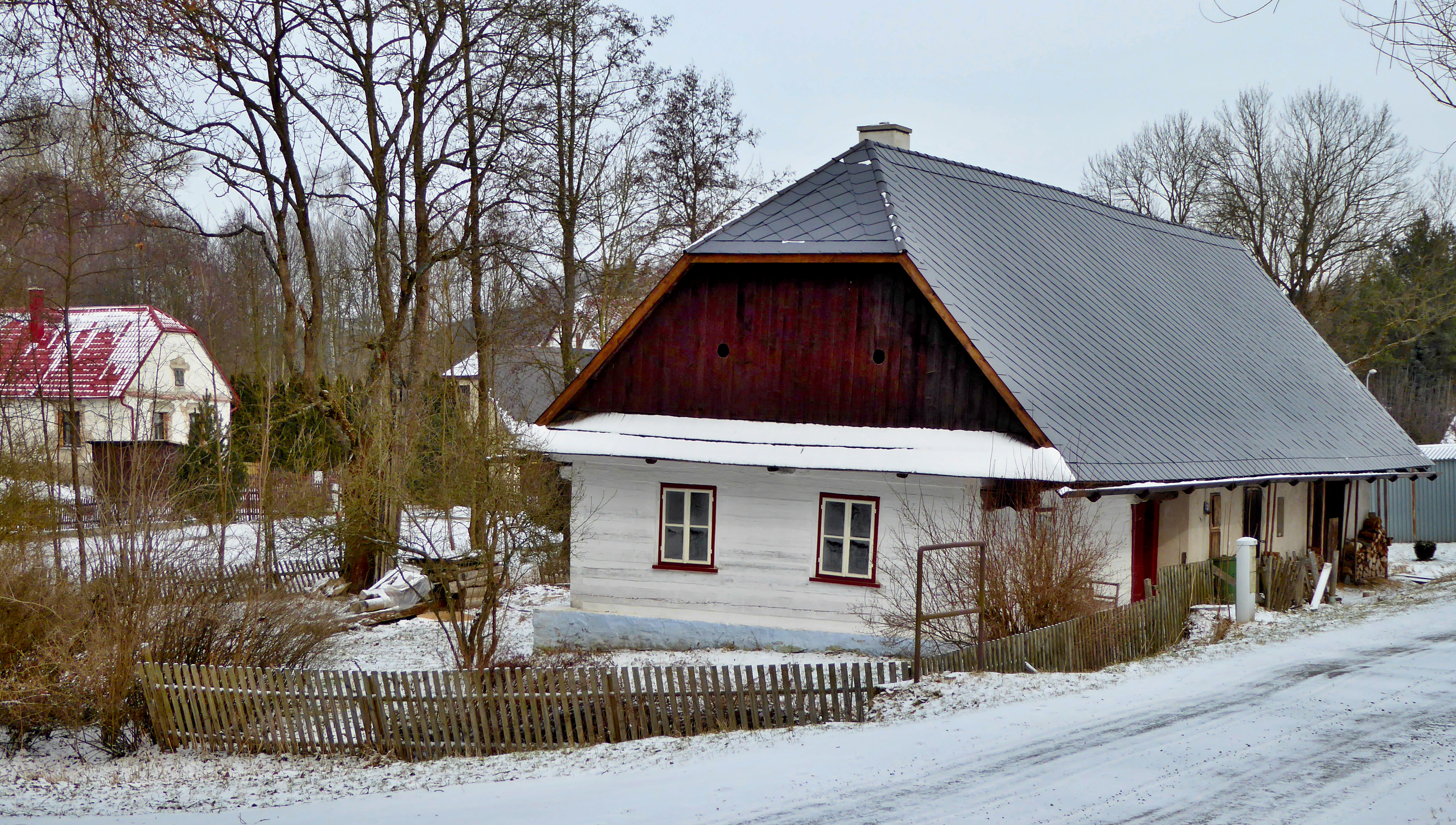
Objekt bývalé jednotřídní školy z roku 1814, kulturní památka (čp. 37)

První písemná zmínka pochází z roku 1577 o původně osadě a do roku 1960 samostatné obci. Historické objekty lidového stavitelství od roku 1958 památkově chráněné, velká roubená stavba bývalé kovárny (z poloviny 18. století), v letech 1830–1840 s dostavěnou omítnutou obytnou částí (čp. 3), a roubená bývalá jednotřídní škola s bytem pro učitele, postavená obyvateli vesnice v roce 1814 (čp. 37), jsou dnes rekreaci sloužící objekty.
K drobným sakrálním stavbám patří pískovcový kříž z roku 1843 (obnoven v roce 1934), tzv. jetelového typu (datování vyryto v kamenném podstavci). V roce 1906 byl založen v obci Sbor dobrovolných hasičů; k historickým stavbám náleží hasičská zbrojnice (na zdi stavby datování 1921), ve věži hasičské zbrojnice v podobě zděné zvonice je zavěšen původní zvon z dřevěné zvoničky, v roce 1922 zbořené.

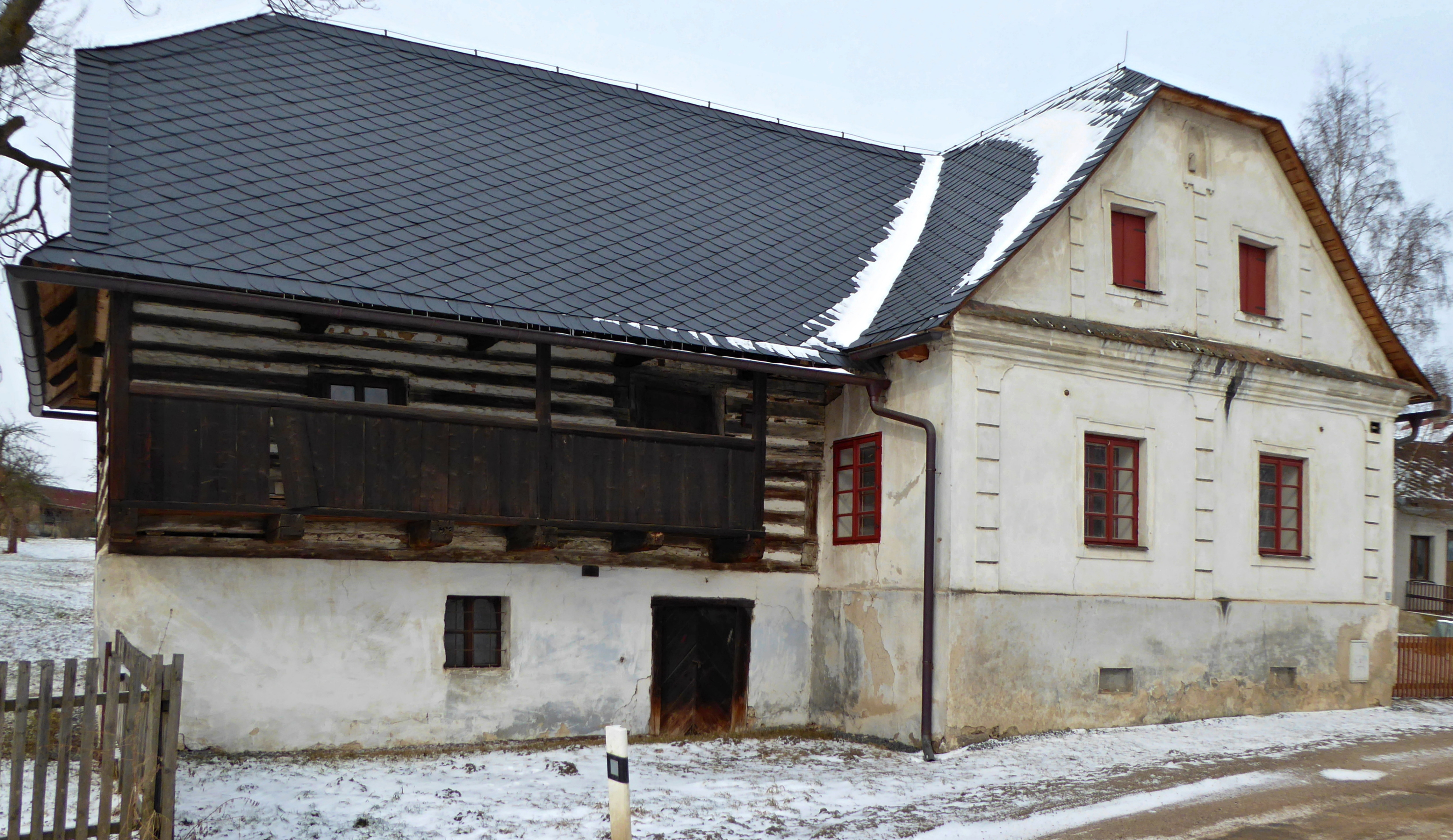
Bývalá kovárna z poloviny 18. století, později s přistavěnou obytnou částí, kulturní památka (čp. 3)

Historické stavby byly v šedesátých letech 20. století objektem zájmu památkářů a dobrovolníků budujících muzeum v přírodě, lidově nazývané skanzen, v nedaleké sídelní lokalitě Veselý Kopec, v letech 1972 až 1981 pod názvem Soubor lidových staveb a řemesel Vysočina. Cílem památkářů byla záchrana staveb lidové architektury a záměr zřídit expozici tradičních řemeslnických dílen v sídelní lokalitě Možděnice, projekt však nebyl realizován (od roku 1982 muzeum pod zkráceným názvem Soubor lidových staveb Vysočina a sídlem ve Svobodných Hamrech, od roku 1997 v centru města Hlinsko).
V roce 1980 byla obnovena dřevěná zvonička podle nákresu původní z roku 1885. Dvě roubené lidové stavby, původně sýpka, od počátku 20. století sloužící jako dílna na opravu zemědělského náčiní a tzv. výměnek s chlévem, obytná část sloužící pouze od jara do podzimu, byly rozebrány a přeneseny památkáři do expozice Veselý Kopec (součást Muzea v přírodě Vysočina).
Z novodobé historie je uváděno, že zde vyrostl český herec Jan Antonín Duchoslav. V roce 2015 získala obec Vysočina, jíž je Možděnice součástí, ocenění „Zlatá stuha“ a stala se Vesnicí roku Pardubického kraje. Za nově vybudovanou autobusovou zastávku v Možděnici obdržela obec navíc toho roku ocenění „Zlatá cihla“.

## Přírodní poměry

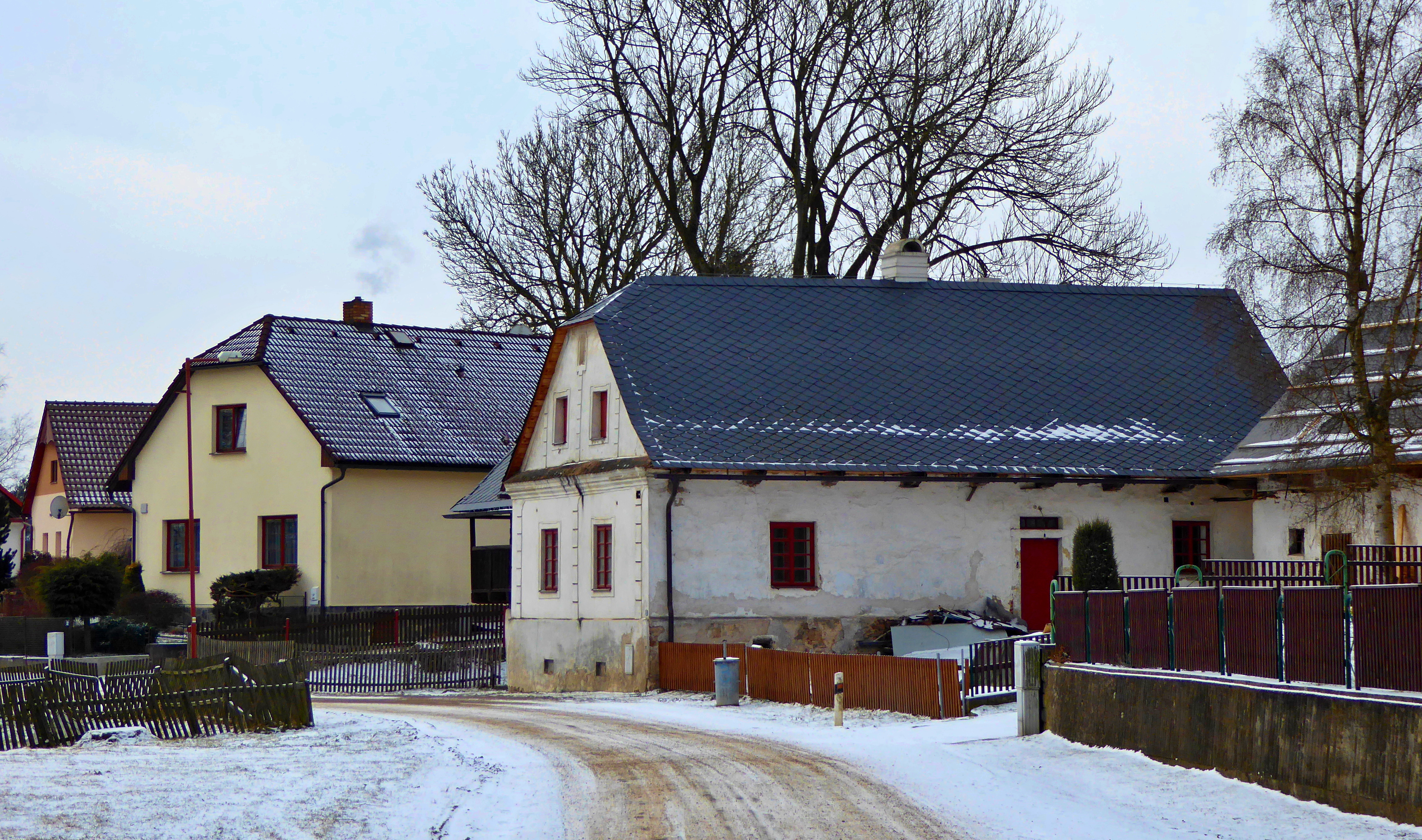
Zástavba nedaleko návsi, objekt uprostřed obytná část bývalé kovárny, přístavba z let 1830–1840, kulturní památka (čp. 3)

Možděnická náves leží zhruba 2 km na západ od Obecního úřadu Vysočina (Dřevíkov) a 8 km od města Hlinsko, nejblíže větším sídlem je 5 km vzdálený městys Trhová Kamenice. Vesnice je situována většinou rozlohy v členité Stružinecké pahorkatině (kromě územních výběžků na severu pod Zuberským vrchem v části Kameničské vrchoviny), geomorfologickém okrsku Sečské vrchoviny v jihovýchodní části pohoří Železných hor.
Vesnická zástavba se nachází v rozsahu nadmořských výšek 560–582 m na jižním úbočí Zuberského vrchu (650,5 m) podél bezejmenné vodoteče, zdrojnice Dlouhého potoka. Jedna ze zdrojnic Dlouhého potoka pramení v přírodní rezervaci Zubří, severně nad vsí, druhá severovýchodně od zástavby, na vlhkých loukách ve svahu Bačkovskýho kopce (620 m). Zalesněný vrchol (trigonometrický bod č. 1, TL 2425) je nejvyšším bodem katastrálního území Možděnice (rozsah 542–620 m n. m.). Pod vrcholem na severovýchodě je přírodní památka Buchtovka (na katastrálním území Možděnice plochou malá jižní část).

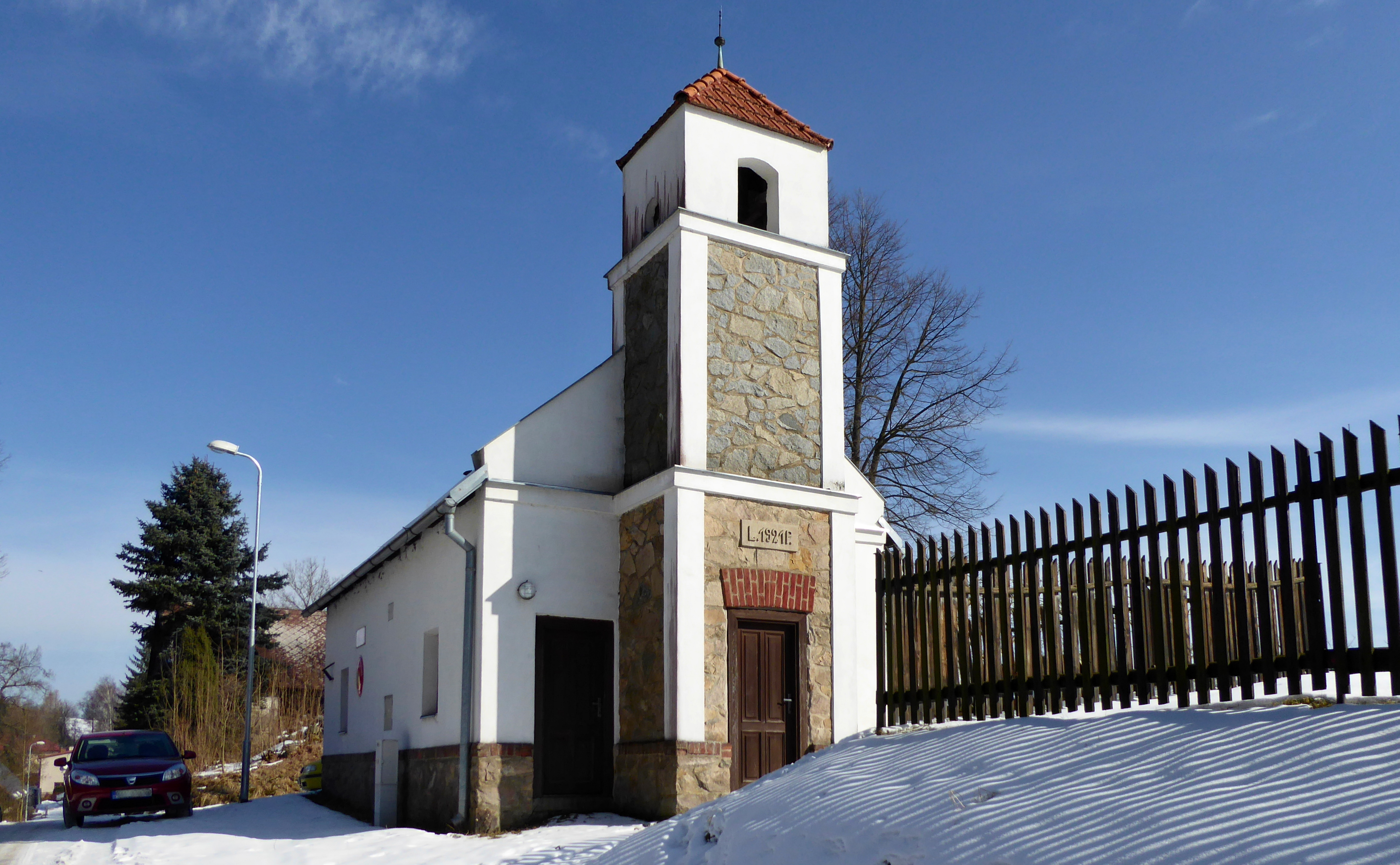
Hasičská zbrojnice, věž s původním zvonem ze zbořené dřevěné zvoničky, na průčelí datování 1921

Možděnická náves je v centrální části sídelní lokality s rybníkem Náveský, průtočným zdrojnicí Dlouhého potoka, v jižní části vsi je vodní plochou větší rybník Kaprovec (též s názvem Kaprový), průtočný Dlouhým potokem, levostranným přítokem řeky Chrudimky pod vyvýšeninou Na Veselém Kopci (579 m) na katastrálním území obce Vysočina. Dlouhý potok odvodňuje většinu katastrálního území Možděnice, jeho hladina na rozhraní s katastrálním územím Dřevíkov (pod samotou Jančouř) v nadmořské výšce 542 m je nejníže situovaným místem.
Lesní lokality s názvy Nad pustým a V Martovech (v západní části katastrálního území) se nacházejí na svazích železnohorského hřbetu, na rozhraní Stružinecké pahorkatiny a Kameničské vrchoviny. Od jihovýchodu pásmo vyvýšenin, přibližně v linii Zuberský vrch (650,5 m na katastrálním území Trhová Kamenice) – vrchol Vestec (668 m na katastrálním území Dolní Vestec, nejvyšší bod v Chráněné krajinné oblasti Železné hory), omezeno sníženinou Stružinecké pahorkatiny.
Celou plochou katastrálního území je Možděnice součástí dvou chráněných krajinných oblastí. Kromě malého území na jihu v Chráněné krajinné oblasti Žďárské vrchy (část lokality Jančouřské) většina plochy vesnice leží v Chráněné krajinné oblasti Železné hory. Rozhraní chráněných krajinných oblastí tvoří zhruba silnice I/37 (úsek Trhová Kamenice – Údavy).

## Obyvatelstvo
| Rok            | 1869 | 1880 | 1890 | 1900 | 1910 | 1921 | 1930 | 1950 | 1961 | 1970 | 1980 | 1991 | 2001 | 2011 | 2021 |
| -------------- | ---- | ---- | ---- | ---- | ---- | ---- | ---- | ---- | ---- | ---- | ---- | ---- | ---- | ---- | ---- |
| Počet obyvatel | 459  | 509  | 497  | 453  | 454  | 429  | 388  | 230  | 223  | 202  | 170  | 145  | 161  | 138  | 139  |
| Počet domů     | 54   | 60   | 56   | 55   | 62   | 63   | 66   | 62   | 62   | 55   | 47   | 52   | 53   | 58   | 58   |

## Doprava
Silnice I/37 je hlavní dopravní trasou vedenou východním okrajem katastrálního území Možděnice (úsek Trhová Kamenice – Údavy), před silničním km 80 s křižovatkou se silnicí III/3433, vedenou obcí Vysočina od silnice II/343 (úsek Trhová Kamenice – Rváčov). Možděnická náves je vzdálená asi 2 km od křižovatky, silnice III/3433 ukončena ve vesnici nedaleko zastávky autobusů. Ze silnice III/3433 odbočují místní komunikace se zpevněnou vozovkou, spojnice na silnici I/37 v km 79 a také na silnici III/34418 do obce Slavíkov.
Nejbližší železniční zastávka Stružinec (cca 4,5 km) a asi 8 km vzdálená železniční stanice Hlinsko v Čechách na železniční trati č. 238 (Pardubice – Havlíčkův Brod).

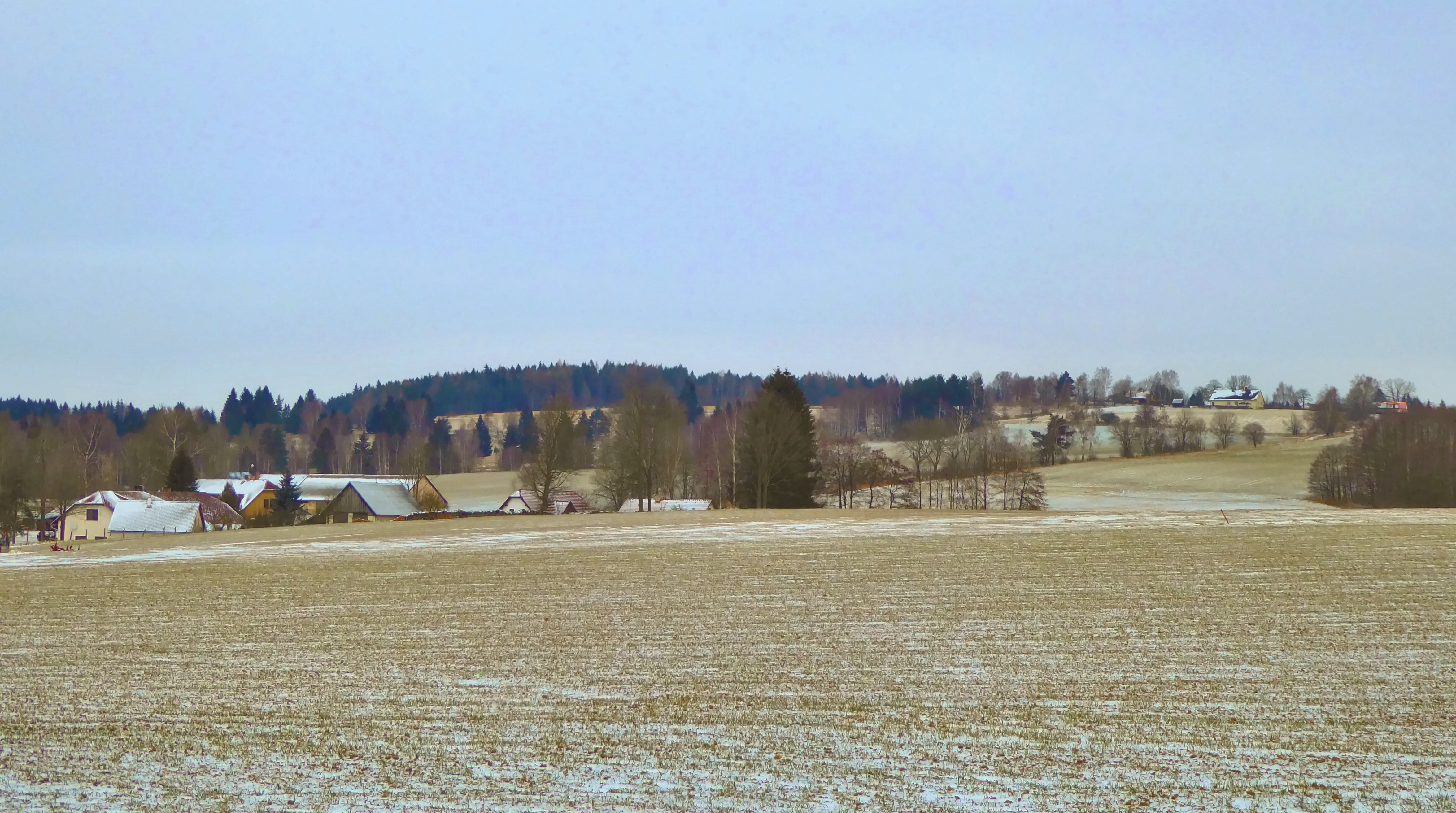
Žlutě značená turistická trasa klesá po jižním úbočí Zuberského vrchu (651 m) do Možděnic, s historickými památkami a rybníky, (v záběru zprava doleva)

Možděnice je uvedena na turistické mapě Železné hory, v edici Klubu českých turistů mapový list č. 45. Katastrálním územím je vedena od severu k jihu žlutě značená turistická trasa v úseku Zubří – Možděnice – Kocourov. Od rozcestníku ve vrcholové části Zuberského vrchu (650,5 m), nedaleko přírodní rezervace Zubří v oblasti Kameničské vrchoviny, klesá po jižním úbočí na polní cestě do údolí se zástavbou v sídelní lokalitě Možděnice ve Stružinecké pahorkatině.
Trasa pokračuje mezi zástavbou po místní komunikaci se zpevněnou vozovkou kolem kulturní památky bývalé jednotřídní školy, dřevěné zvoničky, velkého pískovcového kříže, hasičské zbrojnice, na návsi s turistickým rozcestníkem, přístřeškem a mapou oblasti. V jižní části Možděnice prochází kolem kulturní památky bývalé kovárny a od Dlouhého potoka směřuje do Kocourova.
Po silnici III/3433 směřuje do Možděnice také cyklistická trasa č. 4187 z Dřevíkova a po místní komunikaci pokračuje do Kocourova a přes Slavíkov pod vrchol Vestec (668 m), dále krajinnou Železných hor.

## Pamětihodnosti
- bývalá kovárna z poloviny 18. století, v letech 1830–1840 přistavěna rozšířená obytná část (čp. 3)[11]
- bývalá roubená škola s bytem učitele, stavba z roku 1814 (čp. 37)[12]
- dřevěná zvonička obnovená v roce 1980, podle původní z roku 1885[7]
- původně roubená sýpka a od počátku 20. století dílna, snesena a přemístěna do expozice Veselý Kopec (Muzeum v přírodě Vysočina)[20]
- roubený objekt tzv. výměnku s chlévem, snesen a přemístěn do expozice Veselý Kopec (Muzeum v přírodě Vysočina)[20]

## Rodáci
- Hynek Holub (1855–1944), český redaktor a revolucionář

## Fotogalerie

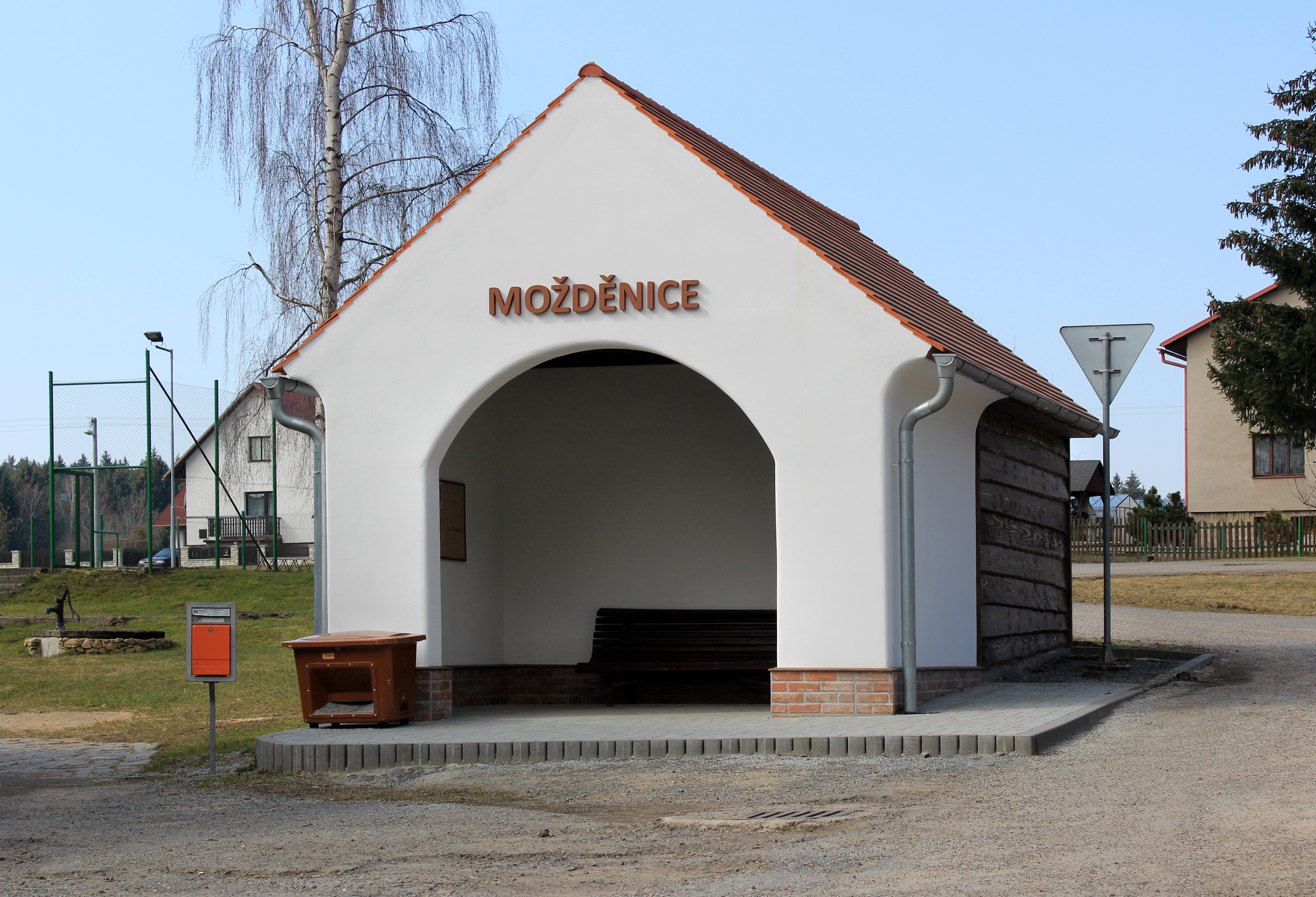
Možděnická náves, čekárna autobusové zastávky
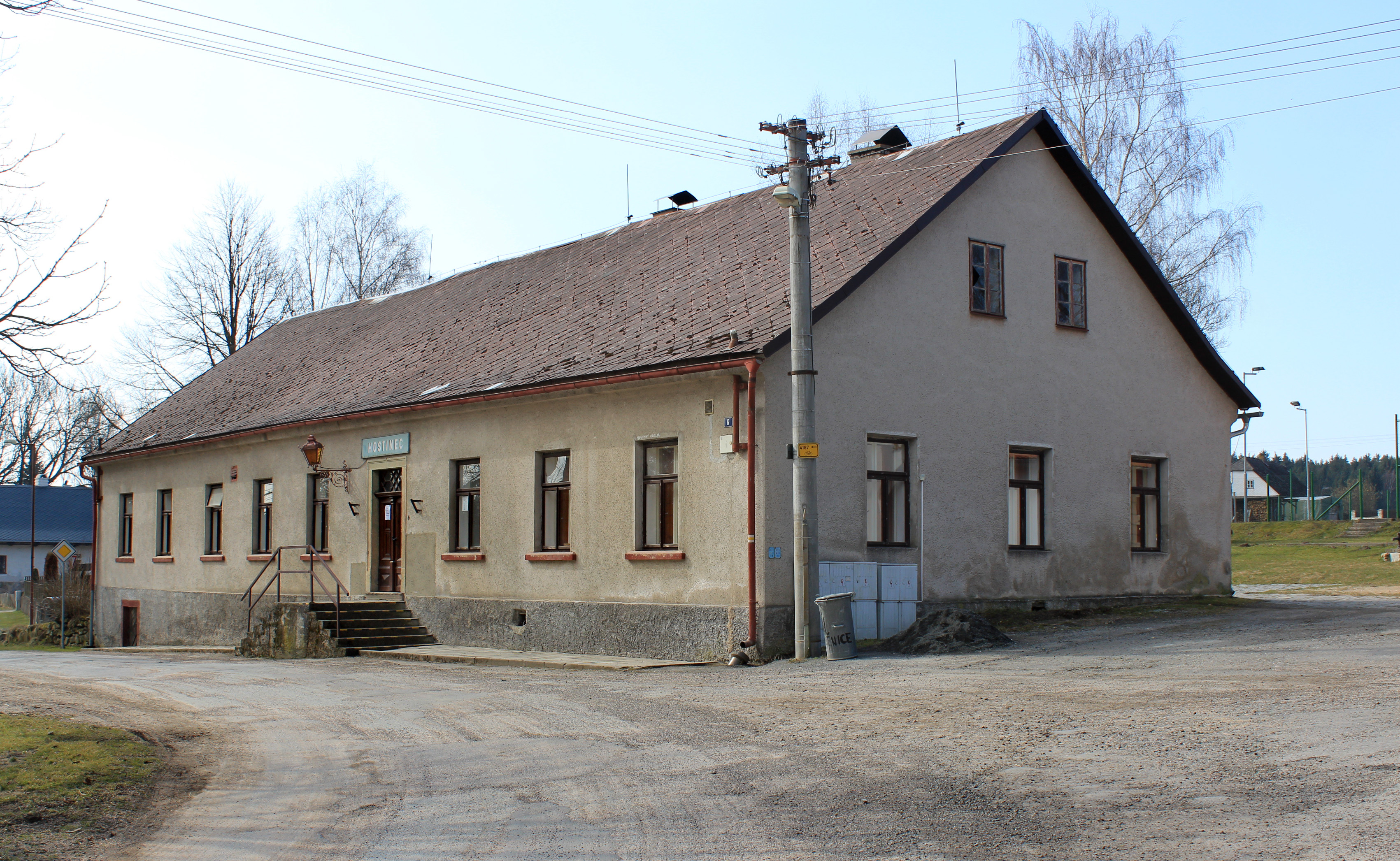
Možděnická náves, hospoda, čp. 6
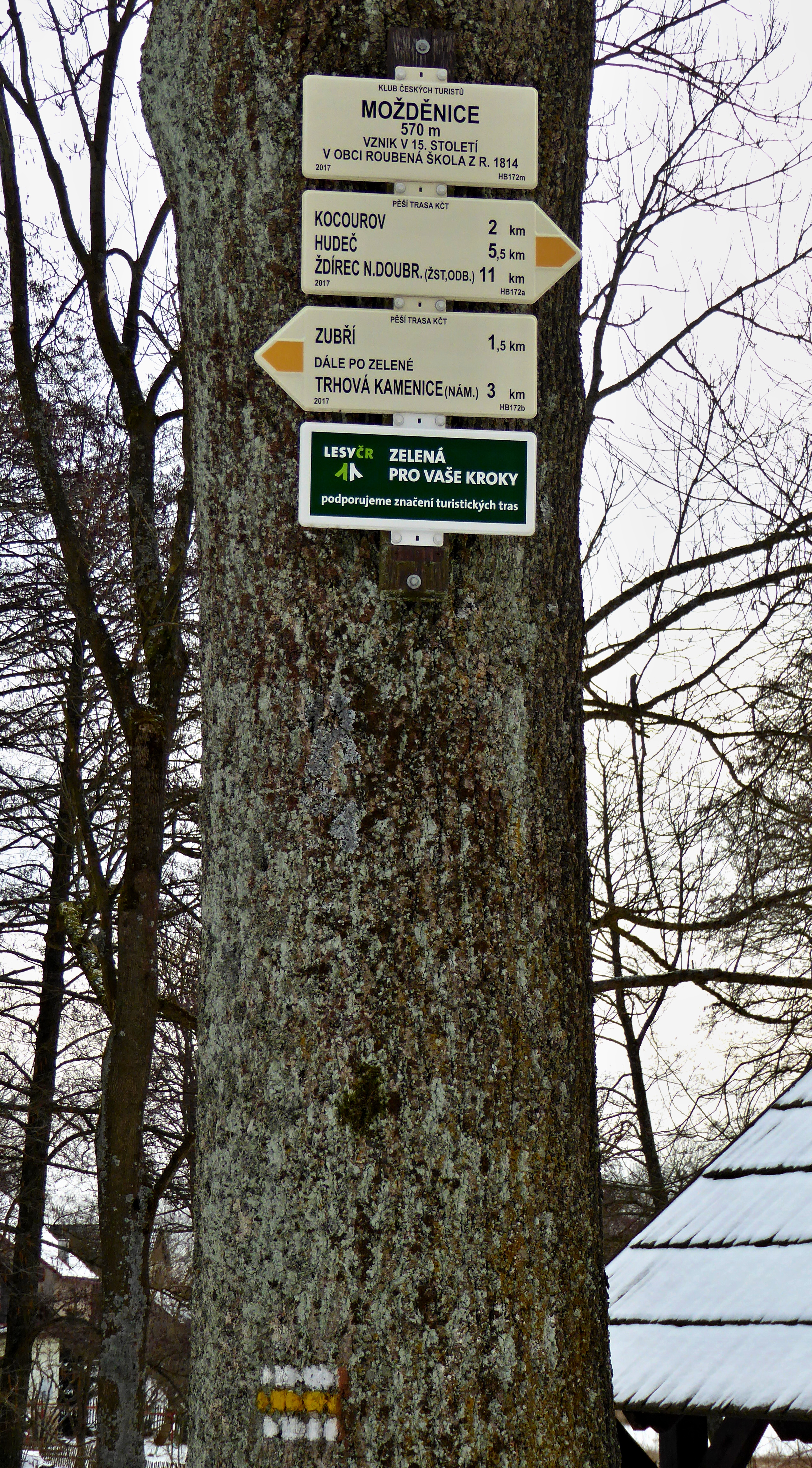
Možděnická náves, turistický rozcestník u přístřešku
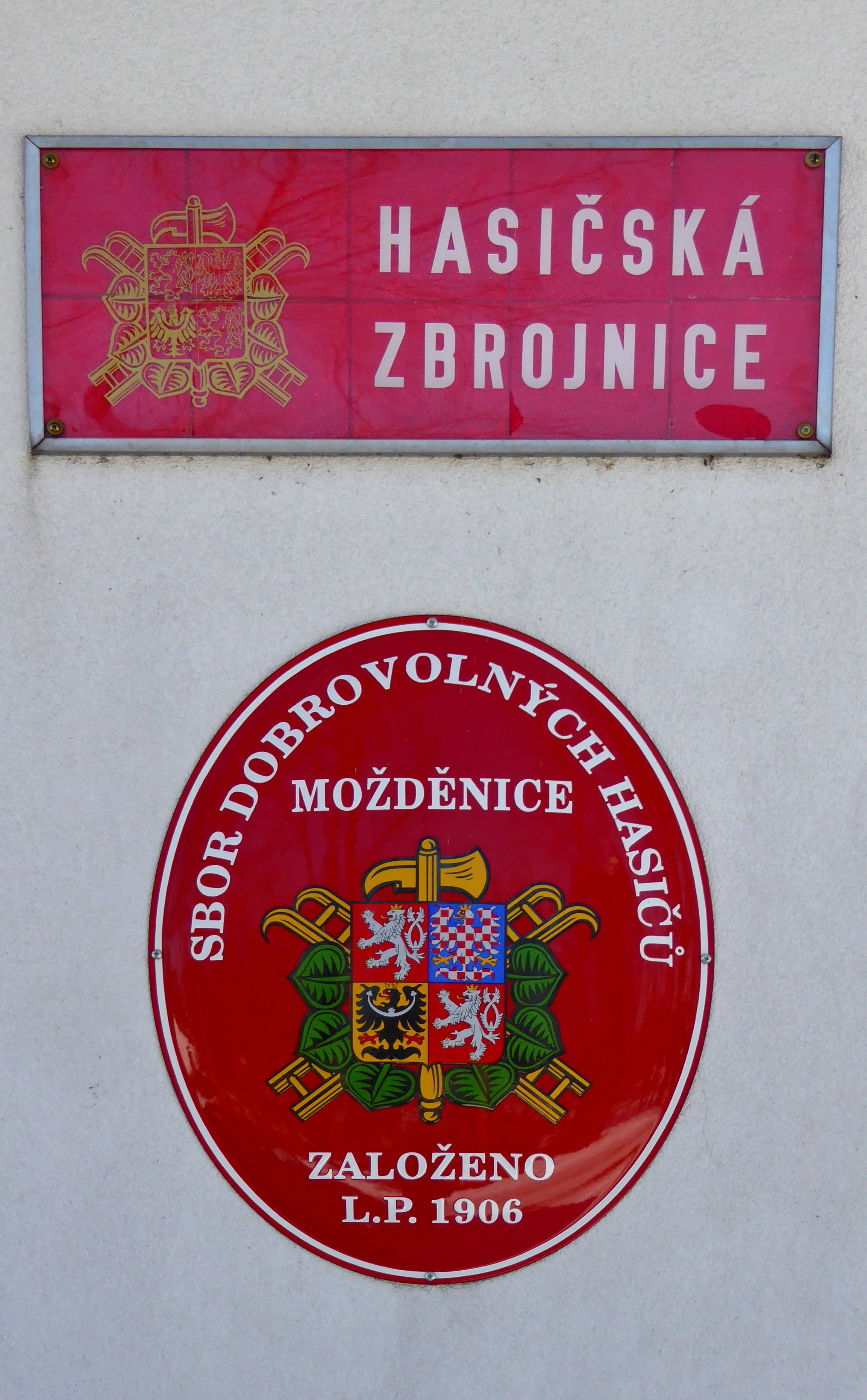
Sbor dobrovolných hasičů založen v roce 1906, označení hasičské zbrojnice
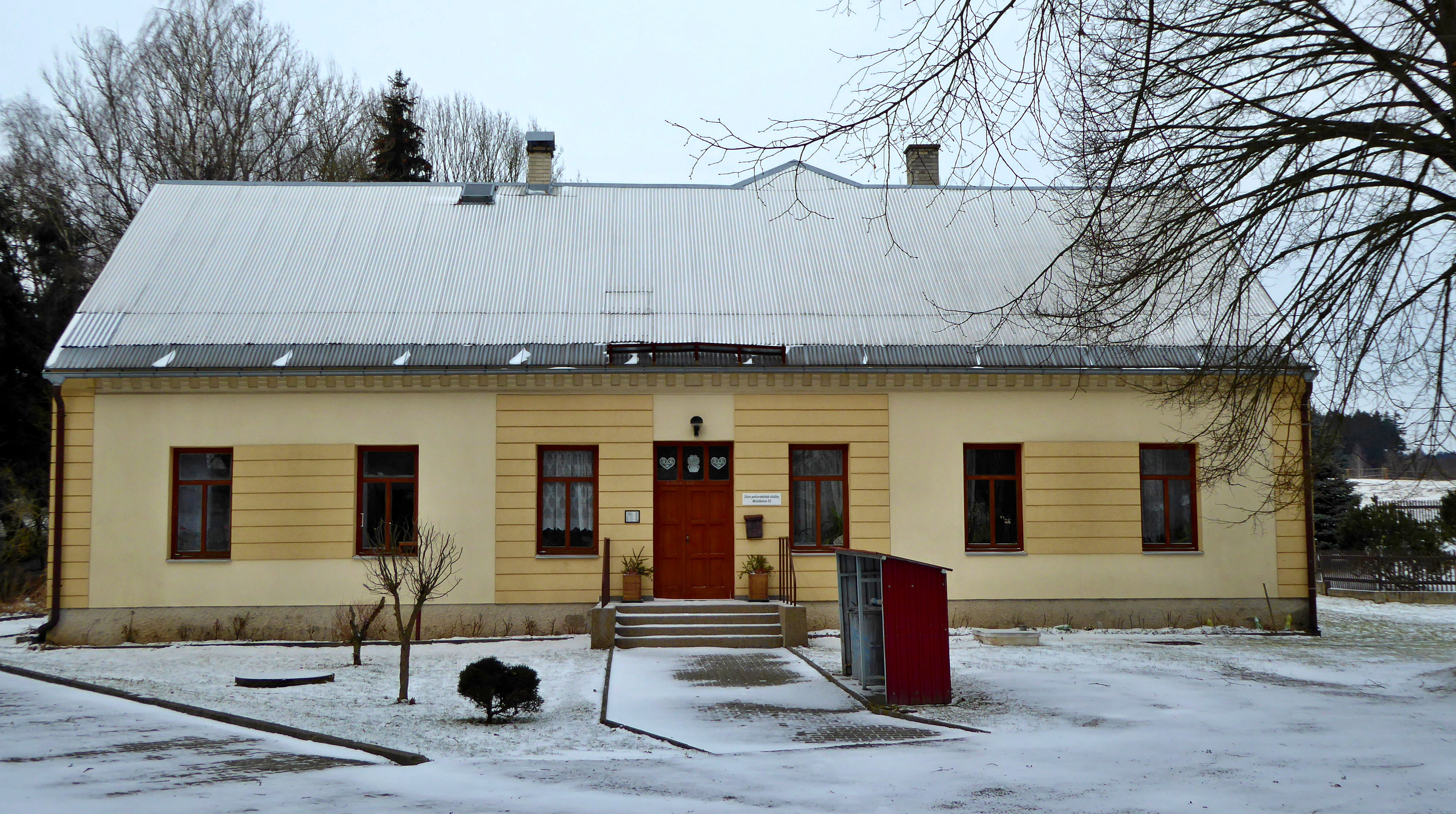
Dům pečovatelské služby, čp. 53
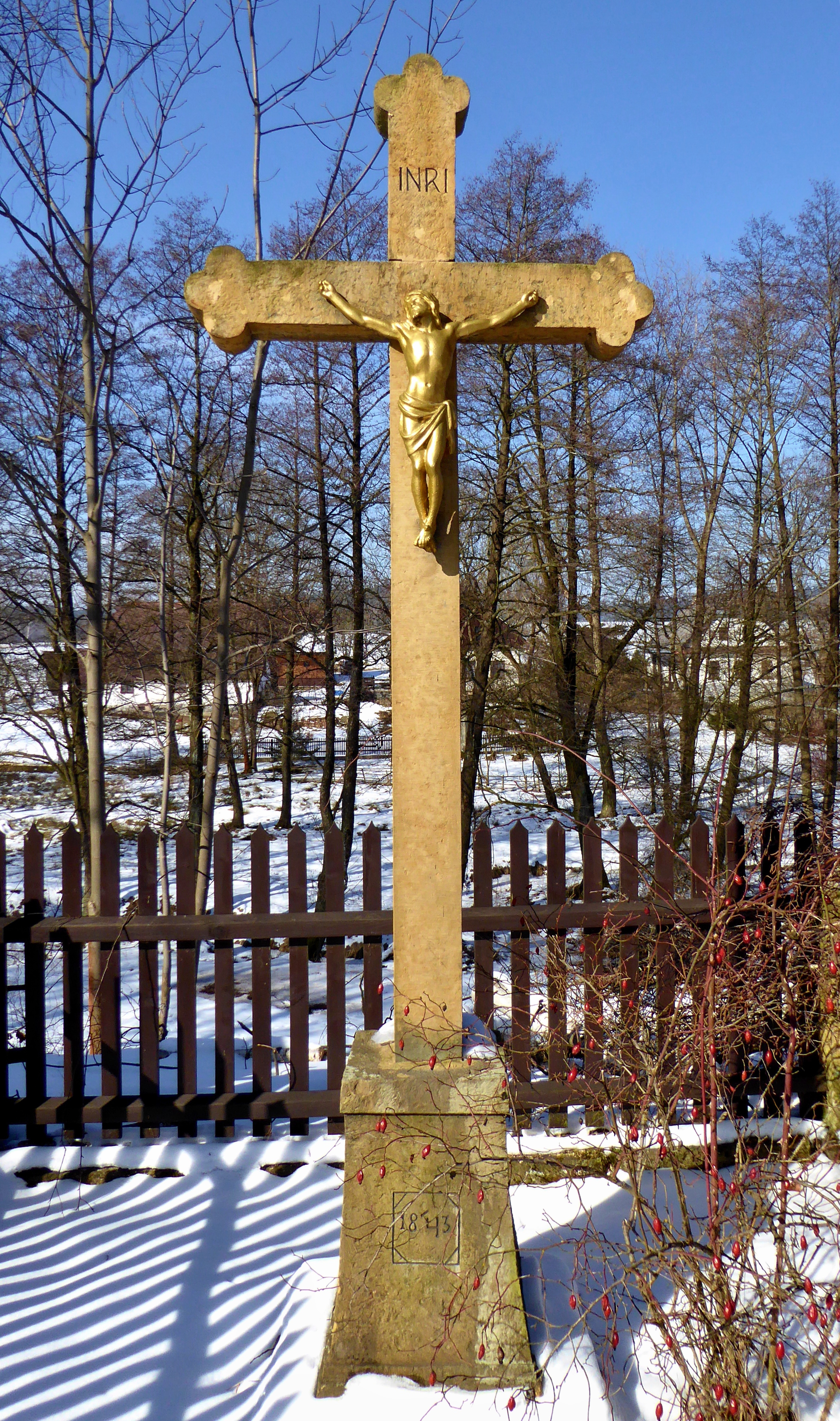
Pískovcový kříž tzv. jetelového typu, z roku 1843
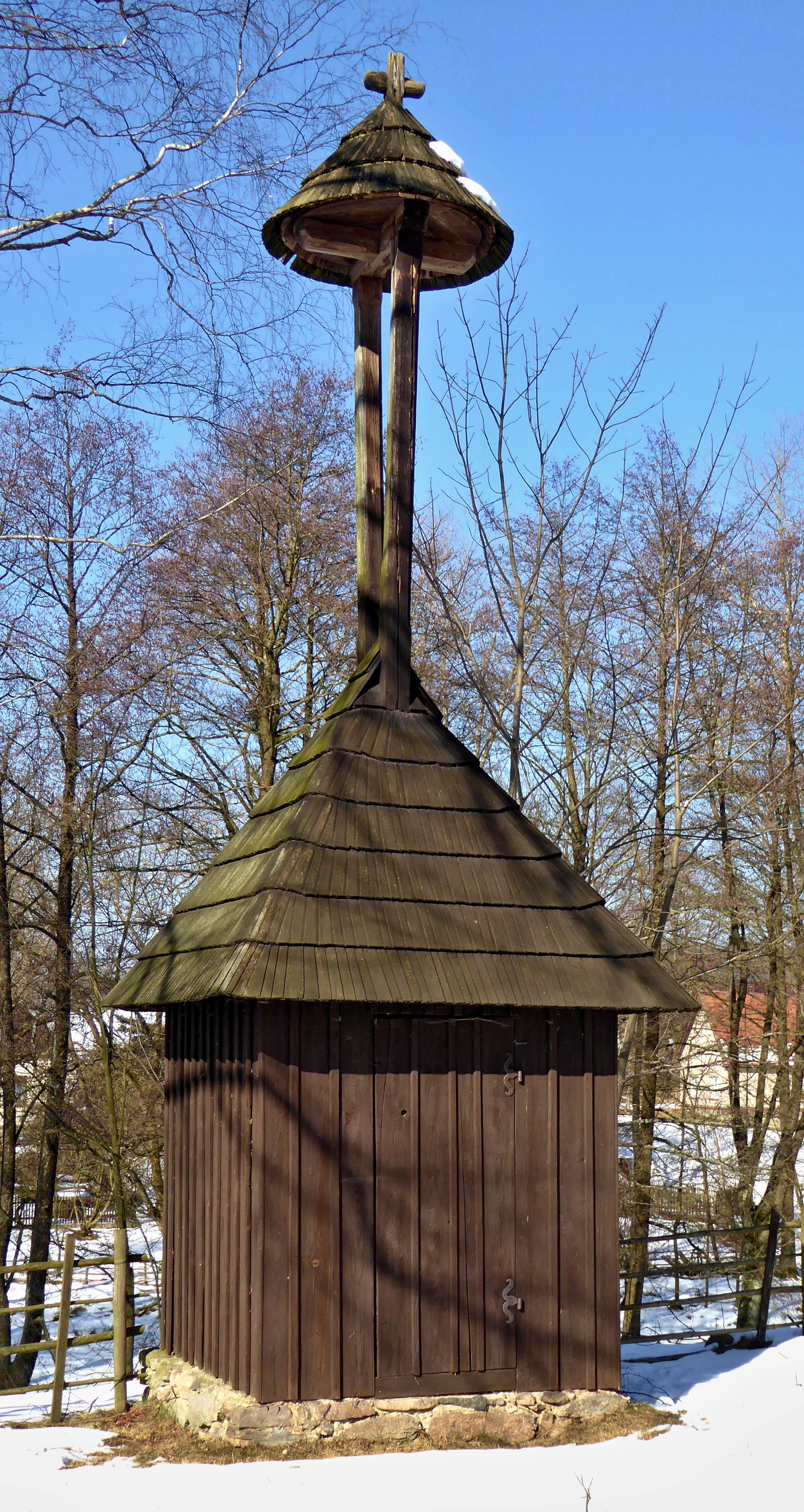
Dřevěná zvonička obnovená v roce 1980 (původní z roku 1885)
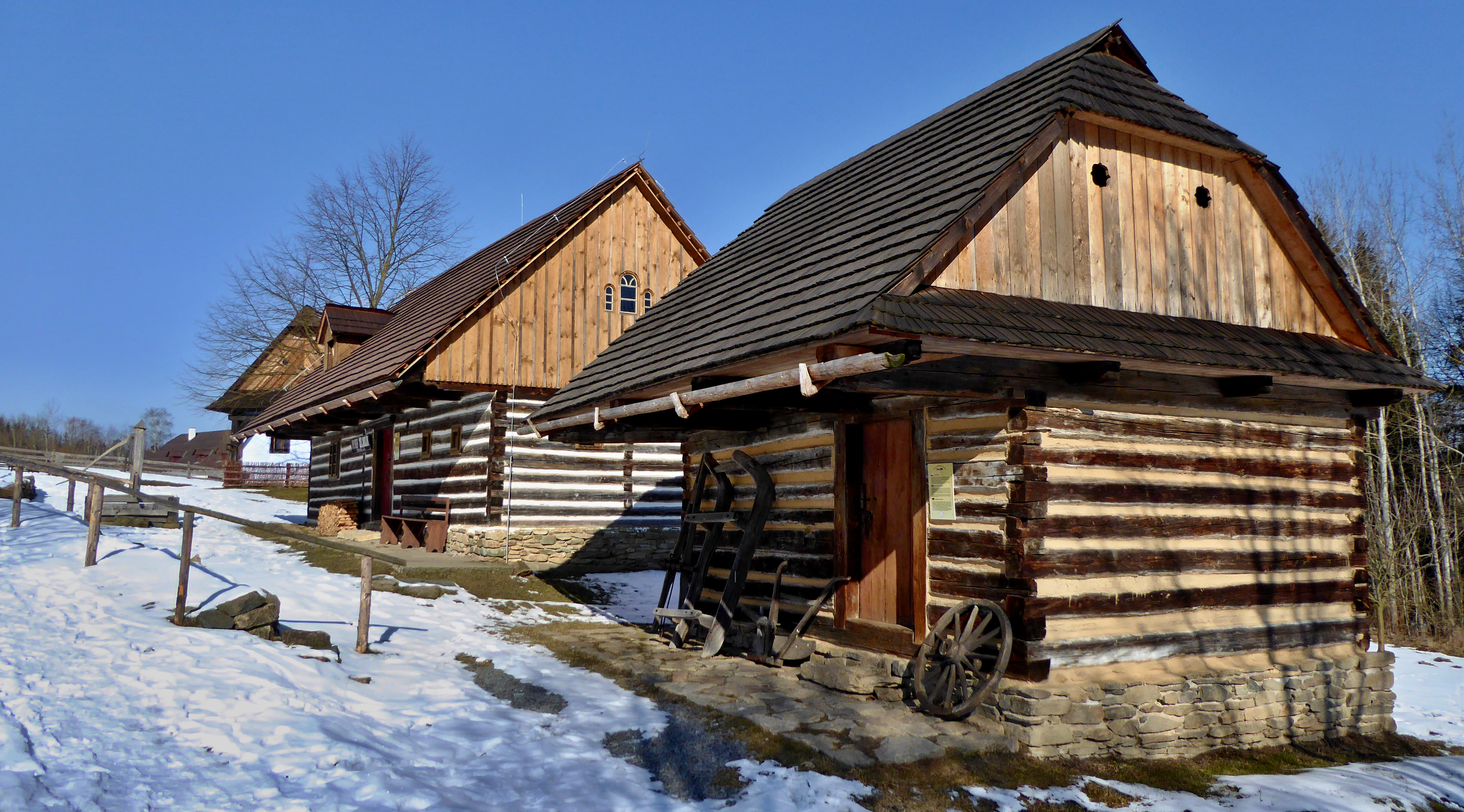
Původně roubená sýpka, později dílna, přenesená do expozice Veselý Kopec, Muzeum v přírodě Vysočina (součást Národního muzea v přírodě)
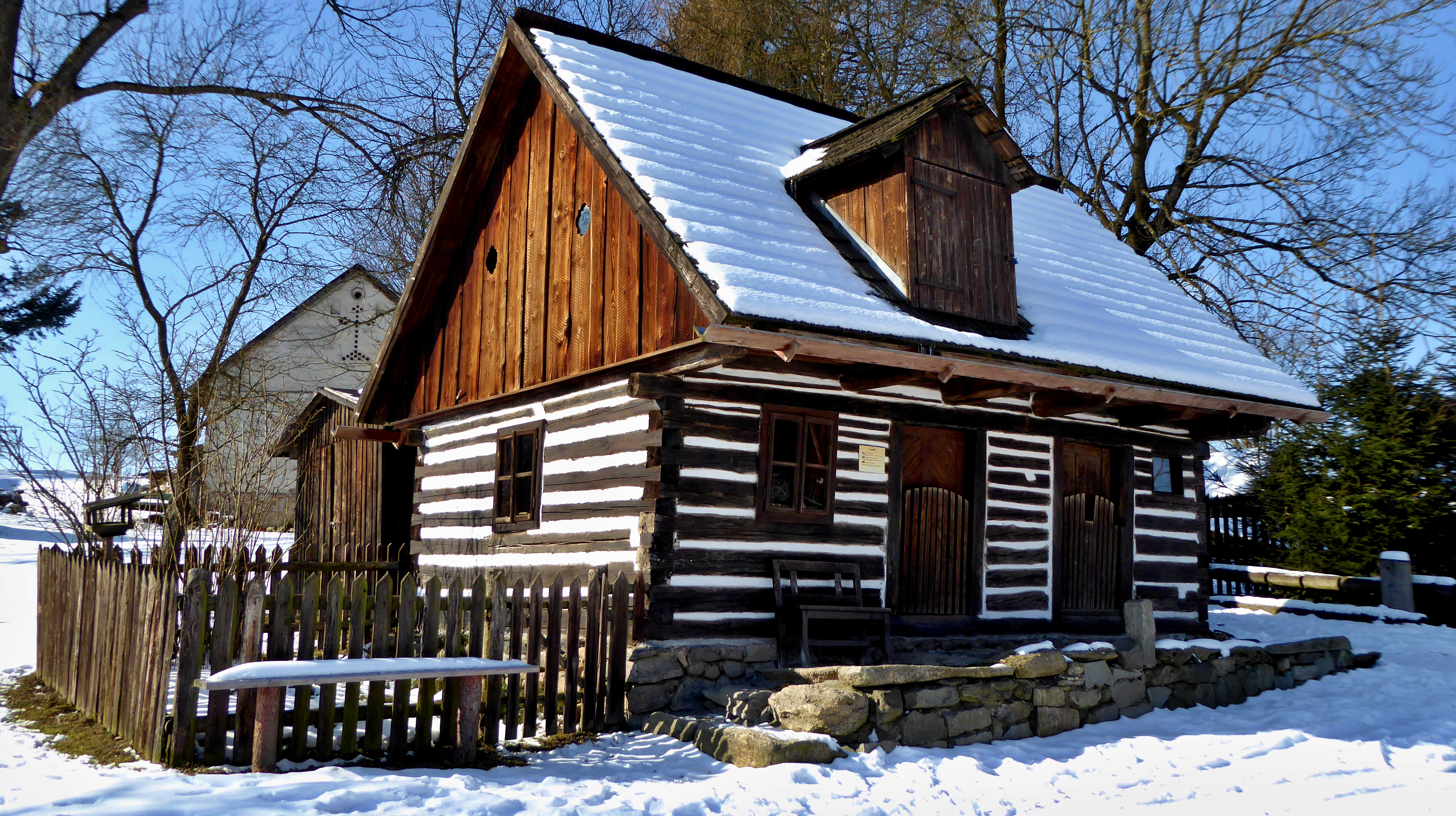
Roubená stavba tzv. výměnku s chlévem, přenesená do expozice Veselý Kopec, Muzeum v přírodě Vysočina (součást Národního muzea v přírodě)
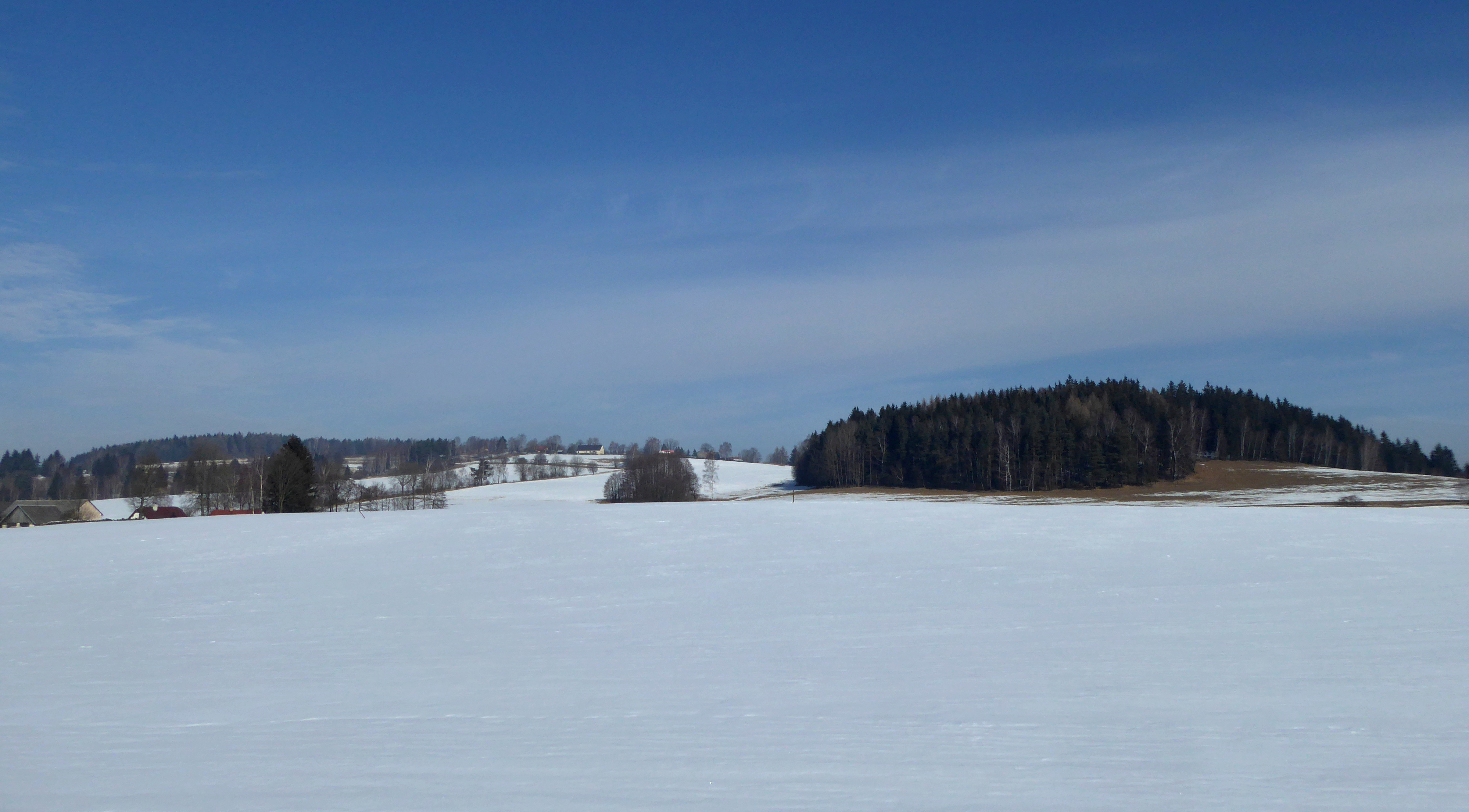
Zcela vlevo část střech zástavby, vpravo Bačkovskýho kopec (620 m n. m.), nejvyšší bod katastrálního území Možděnice